# Bhapur
Bhapur es una ciudad censal situada en el distrito de Khordha en el estado de Odisha (India). Su población es de 6438 habitantes (2011). Se encuentra a 37 km de Bhubaneswar y a 38 km de Cuttack.

## Demografía
Según el censo de 2011 la población de Bhapur era de 6438 habitantes, de los cuales 3273 eran hombres y 3165 eran mujeres. Bhapur tiene una tasa media de alfabetización del 86%, superior a la media estatal del 72,87%: la alfabetización masculina es del 93,66%, y la alfabetización femenina del 78,16%